# Palthis angulalis
Palthis angulalis là một loài bướm đêm thuộc họ Noctuidae. Nó được tìm thấy ở Newfoundland phía tây đến coastal British Columbia, phía nam đến Florida và Texas. 

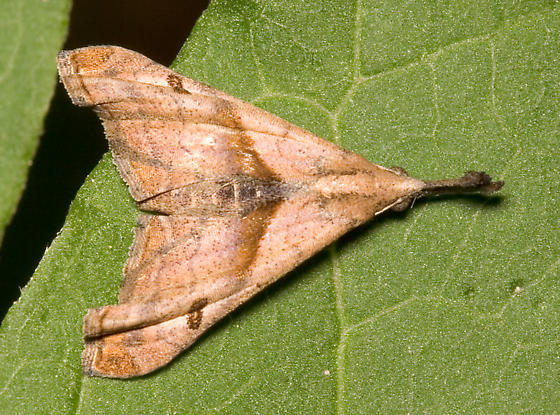

Sải cánh dài 20–26 mm. Con trưởng thành bay từ tháng 5 đến tháng 8 ở Alberta. There are two generations in much of phần phía đông của its range, 3 hoặc nhiều thế hệ hơn từ Missouri trở về nam.
Ấu trùng ăn nhiều loại cây jgasc nhay.

## Hình ảnh

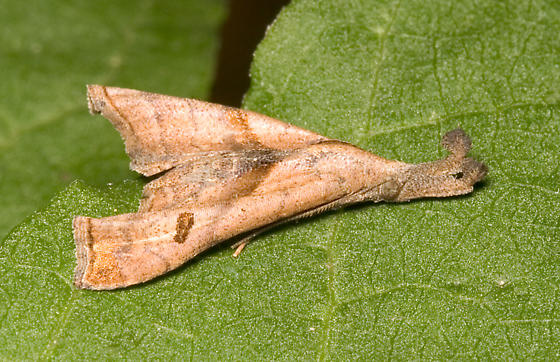